# Tinfoil Hat Linux
Tinfoil Hat Linux este o distribuție de Linux bazată pe RPM.